# Haitham Hassan
Haitham Hazem Mohamed Hassan (en arabe : هيثم حازم محمد حسن), né le 8 novembre 1978 à Alexandrie, est un nageur égyptien.

## Carrière
Haithem Hassan est médaillé d'argent du relais 4 x 100 mètres quatre nages aux Jeux africains de 1995 à Harare. Aux Jeux panarabes de 1997 à Beyrouth, il est médaillé d'or du 200 mètres dos et médaillé d'argent du 100 mètres dos, du 100 mètres papillon et du 200 mètres papillon.
Il est médaillé de bronze du 100 mètres dos aux Jeux africains de 1999 à Johannesbourg.
Il dispute les Jeux olympiques d'été de 2000 à Sydney, sans atteindre de finale.
Haitham Hassan remporte la médaille d'argent du 100 mètres papillon aux Championnats d'Afrique de natation 2002 au Caire.
Aux Jeux africains de 2003 à Abuja, il est médaillé d'or du 100 mètres papillon et du 4 x 100 mètres quatre nages, médaillé d'argent du 50 mètres papillon et médaillé de bronze du 100 mètres nage libre, du 50 mètres dos, du 100 mètres dos, du 4 x 100 mètres nage libre et du 4 x 200 mètres nage libre.
Haitham Hassan remporte la médaille d'or du 50 mètres dos aux Championnats d'Afrique de natation 2004 à Casablanca.